# Богуниці (округ Ілава)
Богуниці (словац. Bohunice (okres Ilava), угор. Vágbánya) — село, громада в окрузі Ілава, Тренчинський край, Словаччина. Кадастрова площа громади — 7,04 км². Населення — 773 особи (за оцінкою на 31 грудня 2017 р.).
Перша згадка 1229 року.

## Населення
| Рік:            | 1994. | 2004. | 2014.   | 2024.   |
| --------------- | ----- | ----- | ------- | ------- |
| Кількість осіб: | 0     | 753   | 759     | 785     |
| Різниця:        |       | –     | +0,79 % | +3,42 % |

| Рік:            | 2023. | 2024.   |
| --------------- | ----- | ------- |
| Кількість осіб: | 792   | 785     |
| Різниця:        |       | -0,88 % |